# Northern Land Council
Das Northern Land Council (NLC) ist eines von vier Land Councils im Northern Territory, Australien. Diese Councils bilden politische Interessensorganisationen der lokalen Aborigines, in Bezug auf ihre Landrechte. Ihre Gründung waren Resultate des Kampfes der Aborigines für ihre Menschen-, Landrechte und für ihr Recht auf gleichen Lohn.
Im Zuständigkeitsbereich des Northern Land Council leben etwa 30.000 Aborigines, davon 3000 in abgelegenen Siedlungen.

## Geschichte
Nachdem es in den frühen Jahren der britischen Kolonisation den Kolonialbeamten, Farmern, Prospektoren und Missionaren nicht gelungen war, auf Dauer im Norden Australiens Niederlassungen zu gründen, änderte sich dies ab den späten Jahren des 19. Jahrhunderts. Dies hatte allerdings zur Folge, dass die Aborigines von ihren Jagdgründen und ihrem fruchtbaren Land vertrieben wurden. Viele Aborigines waren gezwungen in Viehstationen zu arbeiten, wenn sie ihre Verbindungen zu ihrem Land aufrechterhalten wollten. Die erste Aborigines-Missionsstation auf dem Gebiet des Northern Land Council wurde 1935 bei Yirrkala gegründet, in der zahlreiche Aborigines leben mussten.
In den 1960er Jahren entwickelte die Landrechtsbewegung der Aborigines Stärke. Die Gründung der Land Councils im Northern Territory geht auf politische Bewegungen der Aborigines zurück. Die historischen Ausgangspunkte liegen in der Yolngu Bark Petition von 1963, die bedeutsam für die Durchsetzung ihrer Landrechte war und im Gurindji Strike von 1966, als sich die Aborigines für gleichen Lohn von „Schwarz und Weiß“ einsetzten und kämpften.
Die australische Regierung unter Gough Whitlam von der Australian Labor Party setzte im Februar 1973 die Aboriginal Land Rights Commission ein, die die Aufgabe hatte, sich mit den Landrechten der Aborigines im Northern Territory zu befassen und Konzepte zu entwickeln. Der Vorsitzende Richter Edward Woodward der Royal Commission schlug in seinem ersten Report vom Juli 1973 vor, ein Northern Land Council und ein zentrales Land Council zu gründen. Diese Verwaltungsorganisationen sollten die Landinteressen für die Aborigines wahrnehmen. Nach diesem ersten Bericht wurde ein Gesetzesentwurf, die Land Rights Bill, ins australische Parlament eingebracht. Allerdings wurde die Whitlam-Regierung abgesetzt, bevor dieses Gesetz verabschiedet werden konnte.
Die Nachfolgeregierung des liberalkonservativen Malcolm Fraser verabschiedete den Aboriginal Land Rights (Northern Territory) Act 1976. Mit Wirkung dieses Gesetzes wurden den Aborigines Landrechte im Northern Territory zugesprochen. Es trat später, am Australia Day, dem 26. Januar 1977, in Kraft. Mittlerweile gehört etwa die Hälfte der Landfläche das Northern Territory den Aborigines.
Die anderen drei Councils im Northern Territory sind das Central Land Council, das im Süden des Northern Territory liegt, das Tiwi Land Council auf den Tiwi Islands nördlich von Darwin und das Anindilyakawa Land Council, das sich über die Inselgruppe von Groote Eylandt im Gulf of Carpentaria erstreckt. Das Zentralbüro der Land councils, das 1973 gegründet wurde, befindet sich in Darwin.

## Aufgaben und Interessenswahrnehmung
Das Northern Land Council ist eine Körperschaft des Öffentlichen Rechts, die nach dem Aboriginal Land Rights (Northern Territory) Act 1976 gegründet wurde. Rechtlich bindend ist für diese Körperschaften des Weiteren der Native Title Act 1993 und der Pastoral Land Act 1992.
Die Aufgabe der Councils ist die Verwaltung und Interessenswahrnehmung der Landrechte der indigenen Bevölkerung. Dies betrifft die Bergbaurechte, die Lagerstättenkunde, den Eisenbahn- und Gaspipeline-Bau, die Trainingsgelände der Armee, die Nationalparks und landwirtschaftliche Unternehmungen. Eine weitere Aufgabe umfasst auch den Interessensausgleich über Landrechte der Aborigines untereinander.
Nach einer höchstrichterlichen Entscheidung des High Court of Australia wurde den Aborigines das Küstenland einschließlich des Landes, das den Tidenhub umfasst, als Eigentum zugesprochen. Dies betrifft etwa 85 % der Küstenlinie des Northern Territory.
Zum Meeres- und Landschaftsschutz beschäftigt das Northern Land Council zahlreiche Rangergruppen.
Das Council ist auch zuständig für die Erstellung von Genehmigungen von Reisen von Touristen ins Gebiet des Northern Land Council.
Das Northern Land Council gibt seit 1976 eine vierteljährlich erscheinende Publikation heraus, die Land Rights News. Es ist die am längsten erscheinende Publikation der indigenen Bevölkerung Australiens.

### Regionalbüros und Regional Councils
Etwa 30.000 Aborigines leben im Gebiet des Northern Land Council, die meisten von ihnen in den größeren Städte. Etwa 3.000 Menschen leben in 200 kleinen Siedlungen in abgelegenen Gebieten.
Weitere Regionalbüros, neben dem Zentralbüro in Darwin, sind in Palmerston (ein Außenbezirk von Darwin), Katherine, Jabiru, Nhulunbuy, Tennant Creek, Ngukurr, Borroloola und Timber Creek.
Sieben Regional Councils befinden sich in den Distrikten von Borroloola/Barkley, Darwin/Daly, East Arnhem, Katherine, Ngukurr, Victoria River und West Arnhem.